# Aradas
Aradas ist eine Gemeinde (Freguesia) im portugiesischen Kreis Aveiro. In ihr leben 10.087 Einwohner (Stand 19. April 2021).